# Antoine Galland (imprimeur)
Ne doit pas être confondu avec Antoine Galland.
Pour les articles homonymes, voir Galland.
Antoine Galland, né à La Tour-d'Auvergne, dans le Puy-de-Dôme, le 24 novembre 1763 et mort le 20 septembre 1851 à Paris, est un imprimeur, historien et pamphlétaire français.

## Biographie
Le nom d'Antoine Galland est surtout connu parce qu'il a participé à la campagne d’Égypte aux côtés de Bonaparte. 
Antoine arrive à Paris en 1790 ; il dira plus tard dans ses mémoires qu'il était « du côté du Roi ». En octobre 1795, il fut arrêté pour avoir écrit des libelles tendant à avilir la Convention nationale et écroué. Libéré, il se lie d'amitié avec Louis-Gabriel Michaud qui lui restera fidèle. Il exerce ensuite le métier d'imprimeur-éditeur à Paris sous le Directoire et sous le Consulat. On lui connaît quelques ouvrages fabriqués sous la marque Imprimerie de Conort & Galland, dont le quotidien La Chauve-souris (septembre à décembre 1797) qu'il réalisa en collaboration avec le libraire Levacher et un certain Conort, lequel exerçait rue de la Harpe. Il publie anonymement quelques petits contes érotiques comme Antonio ou Les tourmens de l'amour (1797).

## Son rôle en Égypte
Le 16 mars 1798, Antoine Galland intègre la Commission des sciences et arts d’Égypte en tant qu'imprimeur. Il est au Caire quand la pierre de Rosette est ramenée dans la ville. Avec deux experts, Jean-Joseph Marcel et Nicolas-Jacques Conté, il fut réquisitionné pour exécuter une copie lithographique de la pierre. Ses copies furent expédiées en Europe afin d'être étudiées, elles servirent à Silvestre de Sacy et Johan David Åkerblad dans leurs premières tentatives de déchiffrer les hiéroglyphes et les caractères démotiques. Il est également associé aux visites de travail des différents monuments, dont les Pyramides. Après son retour, il publie en 1802 un mémoire en deux volumes sur l'expédition. 
Par la suite, il fut nommé vérificateur des mémoires de l'Imprimerie nationale.
Antoine Galland est le père d'au moins cinq enfants ; après 1815, il écrivit avoir perdu sous l'Empire les trois-quarts de sa fortune.

## Essai
- Tableau de l’Égypte pendant le séjour de l’armée française, avec la position et la distance réciproque des principaux lieux de l'Égypte, un coup d’œil sur l’économie politique de ce pays, quelques détails sur ses antiquités, et la procédure exacte de Soleyman, assassin du général Kléber, Paris, Éd. Cérioux, an xi [1802-1803], 2 vol. in-8° (lire en ligne). — Éd. anonyme.
- Autre éd. en 1804 (avec nom de l'aut.), intitulée Tableau de l’Égypte pendant le séjour de l’armée française : ouvrage où l’on traite des mœurs, usages et caractère des Égyptiens… ; suivi de l’état militaire et civil de l’Armée d’Orient : Paris, Galland.